# Viničko polje
Viničko polje je krško polje u Bosni i Hercegovini. 
Nalazi se u podnožju Zavelima, kod Tomislavgrada. Zauzima 2,23 km2, a nalazi se na 606 metara nadmorske visine. Povremeno je plavljeno. Pripada porječju Cetine. Na rubu polja se nalaze izvori Bilobrkova pećina i Brina.
U polju se nalazi naselje Vinica.